# Movimento Emaús
O Movimento Emaús é um conjunto de associações e grupos solidários que, em 2008, atuava em 41 países. A primeira comunidade Emaús, inicialmente de inspiração cristã, foi fundada em 1954 na França pelo padre Abbé Pierre. Posteriormente, o movimento deixou de ter um caráter religioso e passou a ter como foco unicamente o combate à pobreza e à exclusão social, por diversos meios e adaptados ao contexto dos locais onde se encontram. A maioria das comunidades tem uma atividade econômica, muitas vezes baseada na recuperação e revenda de objetos doados.
O Movimento Emaús pratica a solidariedade entre os pobres. Grupos comunitários recolhem, consertam e reciclam objetos para venderem a pessoas carentes por preços simbólicos. O Movimento acredita no lema "A força da partilha". Trata-se de uma proposta de partilha com quem está pior. "Injustiça não é desigualdade, injustiça é não partilhar".
Começou quando o padre Abbé Pierre acolheu em sua casa George, assassino, ex-preso, que já havia tentado se suicidar, e lhe disse: "Não tenho nada para lhe oferecer. Mas você quer me ajudar na construção de casas para pessoas sem-teto?". Assim começou Emaús, um movimento que se espalharia por dezenas de países. As Comunidades de Emaús são compostas por pobres que, através do trabalho de recuperação e reutilização daquilo que é jogado fora, ganham honestamente seu sustento e se permitem ao "luxo" de ajudar quem se encontra em condições piores.

## Emaús
O nome Emaús corresponde a uma localidade na Palestina onde alguns desesperados voltaram a encontrar esperança. Esse nome evoca em todos crentes ou não, nossa comum convicção que só o amor pode nos unir e permitir avançar juntos.

## Origem do Movimento Emaús
Em 1949, o padre Abbé Pierre, era um deputado, filiado ao Movimento Republicano Popular, no Departamento de Meurthe-et-Moselle, comprou uma casa em Neuilly-Plaisance, que lhe pareceu "grande demais", razão pela qual converteu a casa em um albergue da juventude, que chamou de "Emaús", em referência ao episódio bíblico de Emaús. Na época, já contava com a assistência de Lucie Coutaz, que conheceu durante o tempo em que apoiou a Resistência Francesa, durante a Segunda Guerra Mundial. Lucie é considerada a co-fundadora do Movimento Emaús.
Em novembro de 1949, Abbé Pierre conhece Georges Legay, um ex-presidiário, que está deprimido e com ideias suicídas. Abbé Pierre, tentou devolver-lhe a vontade de viver, dizendo: 
| “ | Eu não posso te ajudar, eu não tenho nada para te dar. Mas você pode me ajudar a ajudar os outros. | ” |

.
Georges concordou colaborar com Abbé Pierre e, desse modo, se tornou o primeiro primeiro "Companheiro de Emaús" e encontrou um novo propósito para a sua vida. Esse encontro é considerado como o "ato fundador do Movimento Emaús".
No dia 1º de fevereiro de 1954, Abbé Pierre fez um apelo, nos microfones da Rádio Luxemburgo, para recolher apoio para ajudar os mais pobres que sofriam com um inverno rigoroso. Esse apelo teve grande repercussão e conseguiu arrecadar cerca de 500 milhões de francos franceses. Dentre os doadores, destacou-se Charles Chaplin, que contribuiu com dois de francos. As doações de roupas e outros materiais também foram muito numerosas .

## Abbé Pierre
A primeira vocação de Henri Antoine Groués (este é o nome de batismo do Abbé Pierre, n. 1912, †2007) foi franciscana: ingressou na ordem dos capuchinhos, mas saiu poucos anos depois, por motivos de saúde, sendo admitido no clero de uma diocese da França. Mas sua alma ficou sempre fortemente marcada pelo amor à pobreza e aos pobres. Viveu os primeiros anos de seu sacerdócio no período da Segunda Guerra Mundial, dedicando-se à atividade perigosa de salvar as pessoas da polícia secreta nazista: falsificava passaportes, levava judeus e cidadãos da Polónia além da fronteira. Organizou um grupo de resistência armada até ser preso, mas conseguiu fugir escondido num saco do correio, num avião para a Argélia.
Depois da guerra, voltou a Paris e foi eleito deputado da Assembléia Nacional, que deixou por protesto contra uma lei eleitoral que ele julgava injusta. Era o ano de 1951. A partir daquele tempo, dedicou-se inteiramente ao Movimento Emaús, que havia iniciado dois anos antes. Sua atividade se dividiu entre a multiplicação das Comunidades Emaús e contínuas viagens para palestras e encontros, lançando campanhas em favor dos pobres, encontrando chefes de estado e expoentes das diversas Igrejas e religiões.
Algumas das suas frases se tornaram famosas:

Pobres que se tornam doadores e provocadores daqueles que têm e não fazem nada.
Servir e fazer servir primeiramente os mais sofredores é a fonte da verdadeira paz.
A miséria julga o mundo e prejudica toda possibilidade de paz.
Viver é tornar acreditável o amor; é vingar o homem, amando.

O Abbé Pierre vivia numa comunidade junto com pessoas idosas e doentes do Movimento, esperando "as grandes férias", como ele definia a viagem definitiva. Porém, não ficava trancado. Quando alguma necessidade o chamava, saía para defender os direitos dos migrantes, dos que não têm casa, ocupando praças e casas não alugadas, obrigando as autoridades a encontrarem uma solução definitiva.
Fez várias publicações pessoais, e em conjunto com o político, e ex-ministro da saúde francês, Bernard Kouchner escreveu o livro "Deus e os homens" (Dieu et les hommes).

## Emaús Internacional
O movimento se difundiu em vários países, até que, em 1969, ocorreu a primeira reunião internacional, que juntou representantes de vários países no Palácio Federal Suíço, em Berna. Nessa reunião foi aprovado um manifesto universal e eleito um secretariado internacional, que redigiria os estatutos, que seriam aprovados, em 1971, na assembleia geral realizada em Montreal (Canadá), em 1971.
O manifesto universal expressa, entre outras coisas, o objetivo do movimento:
| “ | Atuar para que cada homem, cada sociedade, cada nação possa viver, se afirmar e realizar-se na troca e na partilha, mas também em igual dignidade. | ” |

.
Em setembro de 1999, foi realizada a 9ª Assembleia Mundial da "Emaús Internacional", que, em sua declaração final, se posicionou “contra a globalização da pobreza” apelou à responsabilidade de cada cidadão, “nas associações, nos movimentos de consumidores, nas empresas, nos sindicatos, nos partidos políticos”, de todo o mundo para “lutar por uma globalização da fraternidade, por uma economia que dê lugar aos marginalizados e excluídos, para se tornarem atores de uma profunda mudança de mentalidades, para lutar pela democracia no mundo e contra a 'intolerância religiosa, étnica ou cultural'".
Em 2003, foi realizada a 10ª Assembleia Mundial, em Uagadugu (Burquina Fasso), que, ao final dos debates sobre o tema “Juntos, ajam, denunciem”, adotou uma declaração final voltada para o acesso dos mais pobres aos direitos humanos fundamentais. Essa declaração assinalou que, em todo o mundo, as pessoas sofrem por não terem acesso aos seus direitos fundamentais. Foram escolhidas três áreas prioritárias de trabalho para ações concretas e voz política coletiva reivindicatória: acesso à água, finanças éticas e direitos dos migrantes.
Em março de 2012, foi realizada a 12ª Assembleia Mundial, em Anglet (França), que aprovou a Declaração: “Um futuro melhor é possível”, que conclamam os cidadãos e a sociedade a “recolocar o homem no centro de todas as preocupações, repensar estilos de vida e de consumo e exigir o acesso de todos aos direitos fundamentais”.

## Ramificações
Em 2013, foi criado o "Emmaüs Connect", que tem como missão ajudar a superar a exclusão digital

## No Brasil
O Movimento Emaús não se limita a enfrentar os problemas concretos dos pobres, mas procura construir a solidariedade entre o Norte e o Sul do mundo e luta politicamente contra as causas da miséria. O Abbé Pierre testemunha uma dimensão fundamental da missão: o amor à pobreza e aos pobres. Não simplesmente, porém, no sentido comum, de dar uma ajuda, mas vendo neles os protagonistas da própria libertação e da redenção do mundo.
O Movimento Emaús se faz presente no Brasil em 10 estados: Pará, Minas Gerais, São Paulo, Rio de Janeiro, Paraná, Bahia, Ceará, Pernambuco, Santa Catarina, Rio Grande do Sul e Piauí .

### Ceará
Em 1992, foi fundado o grupo "Emaús Amor e Justiça" no Bairro do Pirambu, um bairro pobre de Fortaleza, que atua por meio:
- do Bazar Emaús, no qual são vendidos, a preços acessíveis, objetos recuperados que, inicialmente, foram coletados a partir de doações feitas em bairros de maior renda familiar. São diversos os tipos de materiais coletados, tais como: equipamentos de informática, móveis, sapatos, roupas, eletrodomésticos, etc. Os materiais de objetos que não podem ser recuperados são reciclados[13];
- da Casa do Saber Emaús, que tem como objetivo: fortalecer a aprendizagem e a integração da comunidade com a sociedade, e assim melhorar seu nível de educação através de três eixos de atuação: cultural, tecnológico e social. Trabalham-se atividades como: reforço escolar, informática, capoeira, dança, música, cursos de artesanato, cursos de inglês, pré-vestibular, curso de auxiliar administrativo, curso de culinária, assistência jurídica, etc[14];
- da UTI da Solidariedade, por meio da qual são doados alimentos e objetos como material de construção, camas hospitalares, muletas, cadeira de roda, cadeira de asseio, medicamentos, enxoval de bebe, etc[15] [16].

A partir de 2016, o grupo "Emaús Amor e Justiça" também começou a atuar na comunidade Raposa do Trilho, localizada no município de Itapipoca, onde foi criado um Centro Comunitário, onde são realizadas aulas de música, e uma padaria comunitária.
Em Fortaleza, também existe o grupo "Emaús Amor e Cidadania" que atua no Conjunto Polar, que também coleta objetos para serem recuperados e revendidos em bazares.
Em Maracanaú, cidade da Região Metropolitana de Fortaleza, existe o grupo "Emaús Amor e Vida" .

### São Paulo

#### Arujá (SP)
Em 1992, Paulo César Félix, fundador do Movimento Reviver Emaús de Arujá (São Paulo), decidiu deixar tudo para ir morar nas ruas com os mais desfavorecidos. A principal atividade desta comunidade de vida e trabalho consiste na recuperação de paletes de madeira de empresas vizinhas. Todos os dias, os companheiros de Arujá vão de caminhão para recolher os paletes que trazem para a comunidade para reforma, antes de revendê-los para as mesmas empresas. Os paletes também são utilizados na fabricação de móveis, feitos por companheiros com formação em carpintaria. A renda gerada por essa atividade permite que a comunidade funcione e apoie homens alcoólatras.

#### Cachoeira Paulista (SP)
No dia 21 de abril de 1986, foi fundado o "Grupo Emmaus Igualdade no Brasil" em Cachoeira Paulista (São Paulo) existe , que acolhe homens das ruas que enfrentam problemas como a toxicodependência e o alcoolismo. Parte do financiamento vem da coleta de objetos que são recuperados e vendidos, além da venda de material reciclável  .

#### Ubatuba (SP)
Em Ubatuba (São Paulo) existe a "Comunidade de Serviço Emaús Ubatuba", que nasceu em 1990 e foi fundada oficialmente em fevereiro de 1994, pelo padre João Benevides Rosário, com o auxílio de Jorge da Cruz Oliveira, um ex-morador de rua, que já desenvolvia trabalhos sociais com jovens de rua, em sua cidade.
A missão é restituir a dignidade das pessoas carentes de Ubatuba, por meio da educação e do trabalho. A partir de recursos obtidos do Movimento Emaús Internacional, foram construídas 20 casas em um sistema de mutirão, em um terreno de 33 mil m2. São desenvolvidas atividades que tem como objetivo a autossustentabilidade da comunidade. Além disso, são oferecidos cursos que promovem a valorização humana e a conciliação do homem com o meio ambiente.

### Belém (PA)
Em Belém do Pará, o movimento teve início em 1970, com a criação do "Restaurante do Pequeno Vendedor", pois agregava meninos vendedores do Mercado Ver-o-Peso, que depois se tornaria a "República do Pequeno Vendedor" (RPV) e depois o "Movimento República de Emaús" (MRE).
Em 1980, surgiu a "Cidade de Emaús" no bairro do Benguí.
No dia 10 de dezembro de 1983, surgiu o Centro de Defesa do Menor (CDM).
Em 2021, o movimento tinha as seguintes frentes de atuação:
- Centro de Promoção ao Trabalho (CPT) que tem como objetivo oferecer aos adolescentes em situação de risco chances de estudo e profissionalização[27];
- República do Pequeno Vendedor (RPV) que, no primeiros anos se dedicou a melhorar a qualidade de vida dos meninos que trabalhavam como vendedores no centro de Belém e que, depois passou a promover ações voltadas para o esporte, lazer e recreação, por meio de torneios, campeonatos, gincanas culturais, além de oficinas de teatro e de ensino do uso de instrumentos de percussão, violino e violão, que resultaram em diversas apresentações, performances e montagens que difundiram a cultura popular, clássica e de massa[28];
- Campanha de Emaús (CPE) - A partir de 1972, passou a ocorrer, anualmente, trata-se de uma grande coleta de doação de objetos usados como: fogões, geladeiras, ventiladores, sofás, etc. Que são recuperados e revendidos a preços baixos, ou tem seus materiais reaproveitados (reciclagem)[29];
- Centro de Defesa da Criança e do Adolescente (CEDECA) - Antes denominado como "Centro de Defesa do Menor". Presta assistência jurídica a mais de 60 casos em que crianças e adolescentes que são vítimas de violência institucional, na maioria das vezes policial, além de ajudar no combate ao tráfico internacional de seres humanos, às redes de exploração sexual e à violência doméstica. O Cedeca também ajuda a monitorar as casas que executam as medidas socioeducativas no Pará; coordena o Programa de Enfrentamento ao Trabalho Infantil Doméstico (Petid) e o Programa Jepiara, que atua na prevenção e combate à exploração sexual de crianças e adolescentes; e participa do Programa de Proteção de Crianças e Adolescentes Ameaçados de Morte (PPCAAM)[30].
- Centro de Recondicionamento de Computadores (CRC) - Computadores são doados e, depois, recondicionados e doados a comunidades carentes para que possam ter acesso ao mundo virtual. O processo também propícia cursos e treinamentos em informática para jovens carentes[31].

### Recife (PE)
Em 1996, foi fundada, em Recife (Pernambuco), a Associação dos Trapeiros de Emaús, por Dom Helder Câmara e Luis Tenderini. A entidade realiza um trabalho de coleta de objetos em desuso, recuperação dos mesmos em oficinas de reparo, e venda a preços simbólicos, em bazares comunitários. Os recursos obtidos são investidos em programas de educação profissional prestados pela Escola de Educação Profissional Luis Tenderini, que oferece cursos de eletricidade, refrigeração, eletrônica e informática .

### Resende (RJ)
Em 2003, o "Movimento Emaús Esperança e Vida" começou a atuar em Resende (Rio de Janeiro). Em 2007, a atuação passou a se concentrar na Baixada Olaria, com projetos e oficinas para crianças e adolescentes do bairro e adjacências, com a ajudas de empresas e pessoas consciente de suas responsabilidades sociais. Uma das principais fontes de renda é por meia da venda de objetos objeto úteis recebidos em forma de doação, que são vendidos em bazares por preços accessíveis   .

### Salvador (BA)
A partir de 2011, o Movimento Emaús atua na favela de "Novos Alagados" em Salvador (Bahia), onde desenvolve atividades de recolha, recuperação, valorização e comercialização de objetos, desse modo ajuda a financiar ações socioeducativas. O grupo acolhe crianças, adolescentes, mães solteiras, idosos, enfermos, vítimas de abusos ou discriminação e oferece-lhes ajuda mútua baseada no trabalho e na fraternidade. 

### Teresina (PI)
Em 1997, surgiu o Movimento Emaús em Teresina (Piauí), que se dedica à coleta, recuperação e revenda de objetos .